# Joshua Patton
Joshua Kyle Patton (Manteca, 7 marzo 1997) è un cestista statunitense.